# 프리터 (음식)

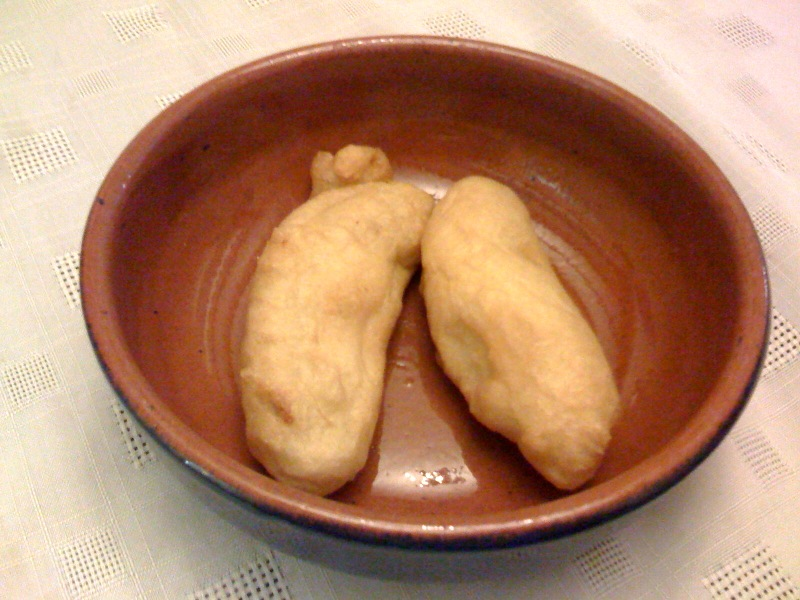
사과 프리터

프리터(fritter)는 고기, 해산물, 과일, 채소 또는 기타 재료를 반죽하거나 빵가루를 입힌 조각, 혹은 다른 재료 없이 반죽 조각을 튀겨낸 음식이다. 프리터는 달콤한 맛과 짭짤한 맛 모두로 준비된다.

## 정의
노아 웹스터의 《영국어 미국 사전》 1854년판은 프리터를 "고기를 작게 썰어 튀기는" 것을 의미하는 타동사로 정의한다. 1861년의 또 다른 정의는 "다진 과일, 가금류, 생선을 포함하는 팬케이크; 또한 작게 썰어 튀긴 고기 조각"으로 주어진다.

## 종류

### 아프리카
서아프리카 국가에는 프리터와 유사한 다양한 변형이 있다. 가장 일반적인 과정은 껍질을 벗긴 검은눈콩을 고추와 향신료와 섞어 걸쭉한 질감을 만드는 것을 포함한다. 요루바 버전인 아카라는 나이지리아 문화에서 인기 있는 길거리 스낵이자 반찬이다.
나이지리아인들이 만드는 또 다른 인기 있는 프리터는 '퍼프-퍼프'이다. 일반적으로 밀가루, 효모, 설탕, 버터, 소금, 계란, 물을 포함하는 반죽을 튀겨 만든다.

#### 남아프리카 공화국
호박 프리터(일반적으로 팜포엔코에키스로 알려져 있으며, 보통 계피설탕과 함께 하루 중 언제든지 제공된다)는 남아프리카 공화국에서 인기가 많다. 다른 변형에는 종종 호박 대신 바나나가 포함된다.

#### 케냐
프리터는 일반적으로 바지아 또는 비아지 카라이로 불리며, 이는 케냐에서 인기 있는 길거리 스낵이다.

### 아시아

#### 남아시아
프리터는 남아시아 전역에서 매우 인기 있는 길거리 스낵이며, 현지에서는 일반적으로 파코라 (파코다) 또는 바지 (바지아)로 불린다. 양파 바지는 해외와 국내에서 모두 높은 인기를 누린다.

##### 인도 및 파키스탄
인도와 파키스탄에서 파코라는 다양한 채소와 향신료로 만든 프리터이다.
남인도의 케랄라주에서는 바나나 프리터가 매우 인기가 많다.
피야지는 양파로 만든 프리터인 벵골 요리이다.

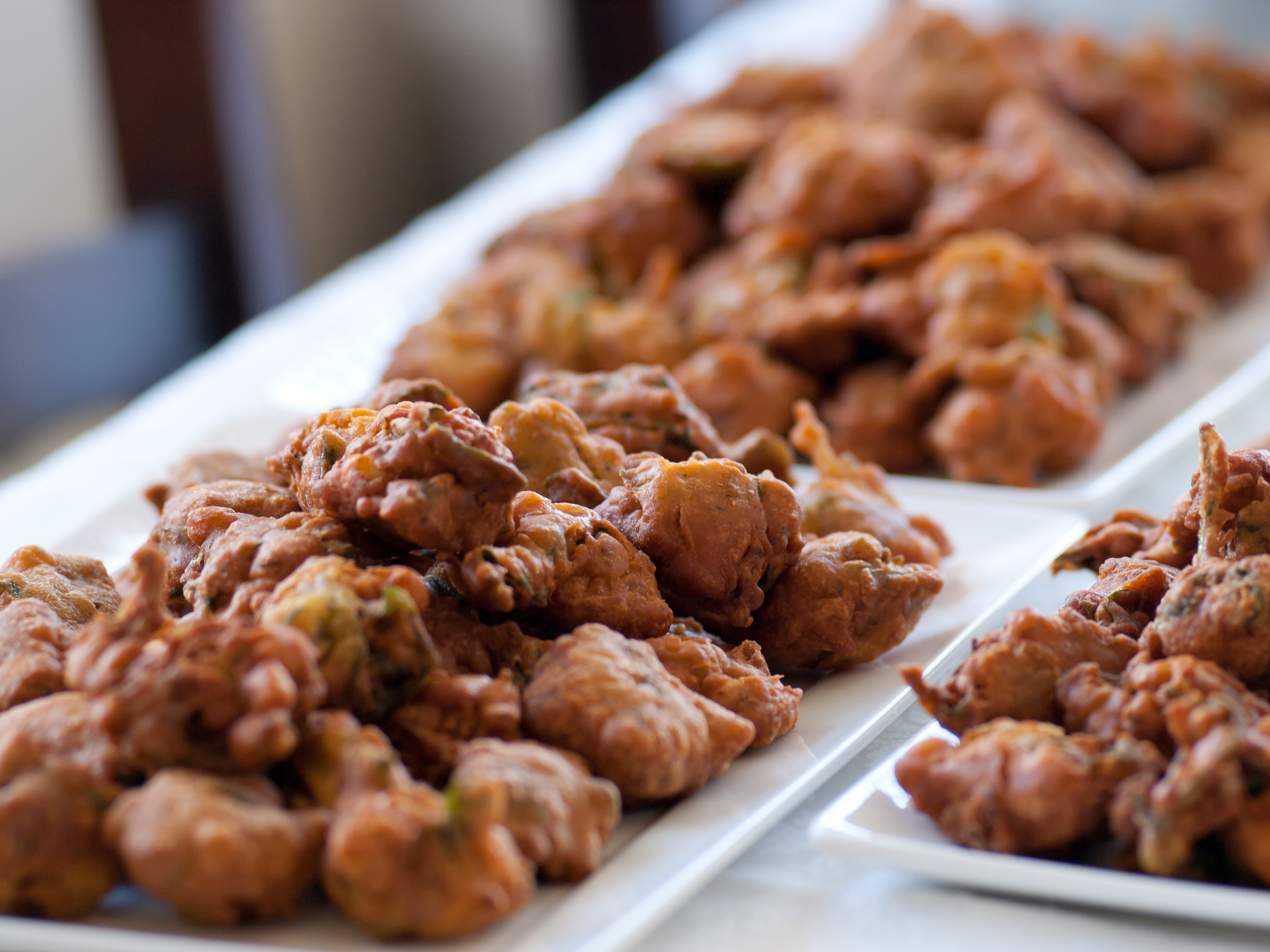
칠리 파코라
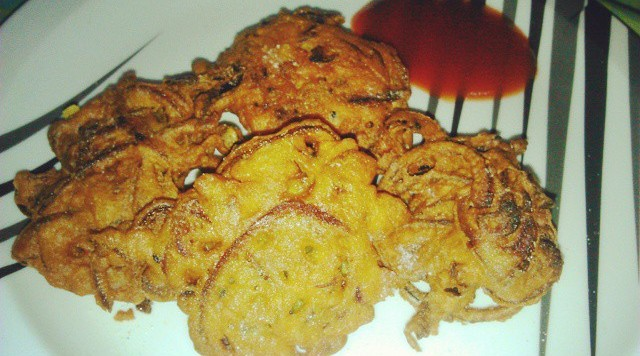
양파 프리터(피야지)는 양파로 만든 벵골 요리이다.
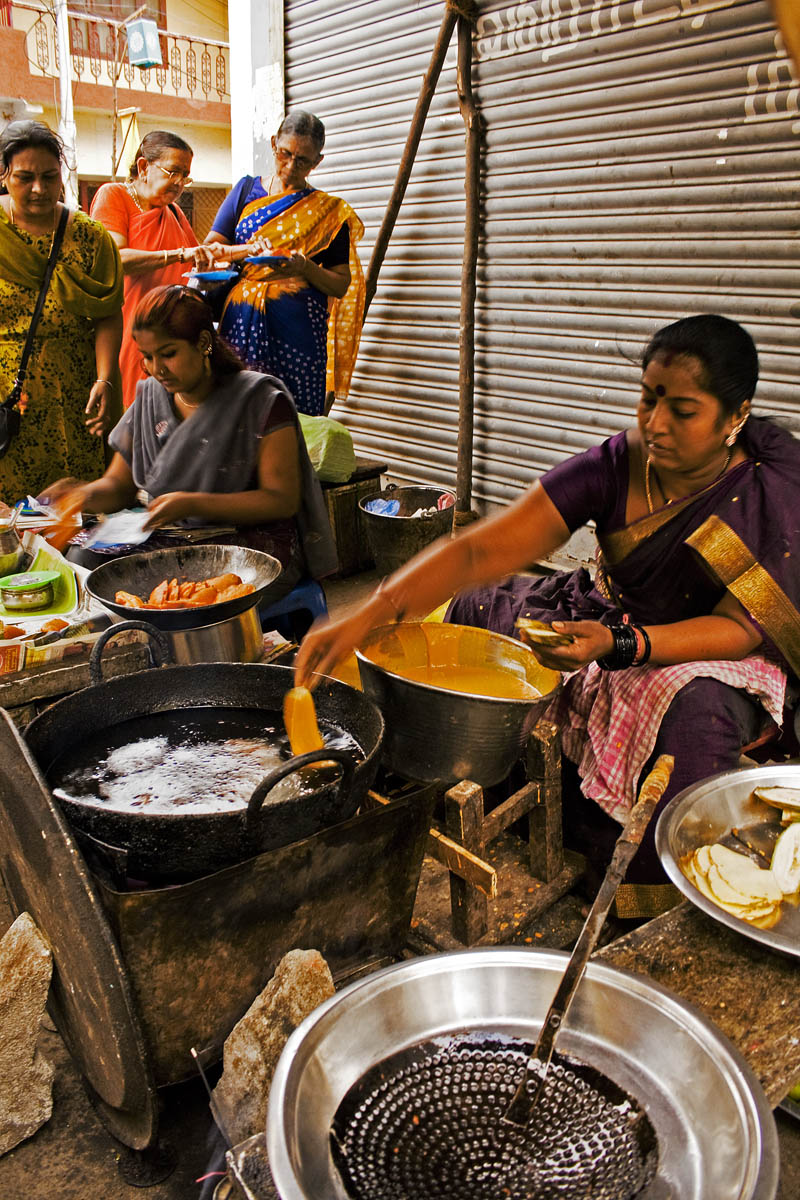
마일라포레에서 바지스를 만드는 여성
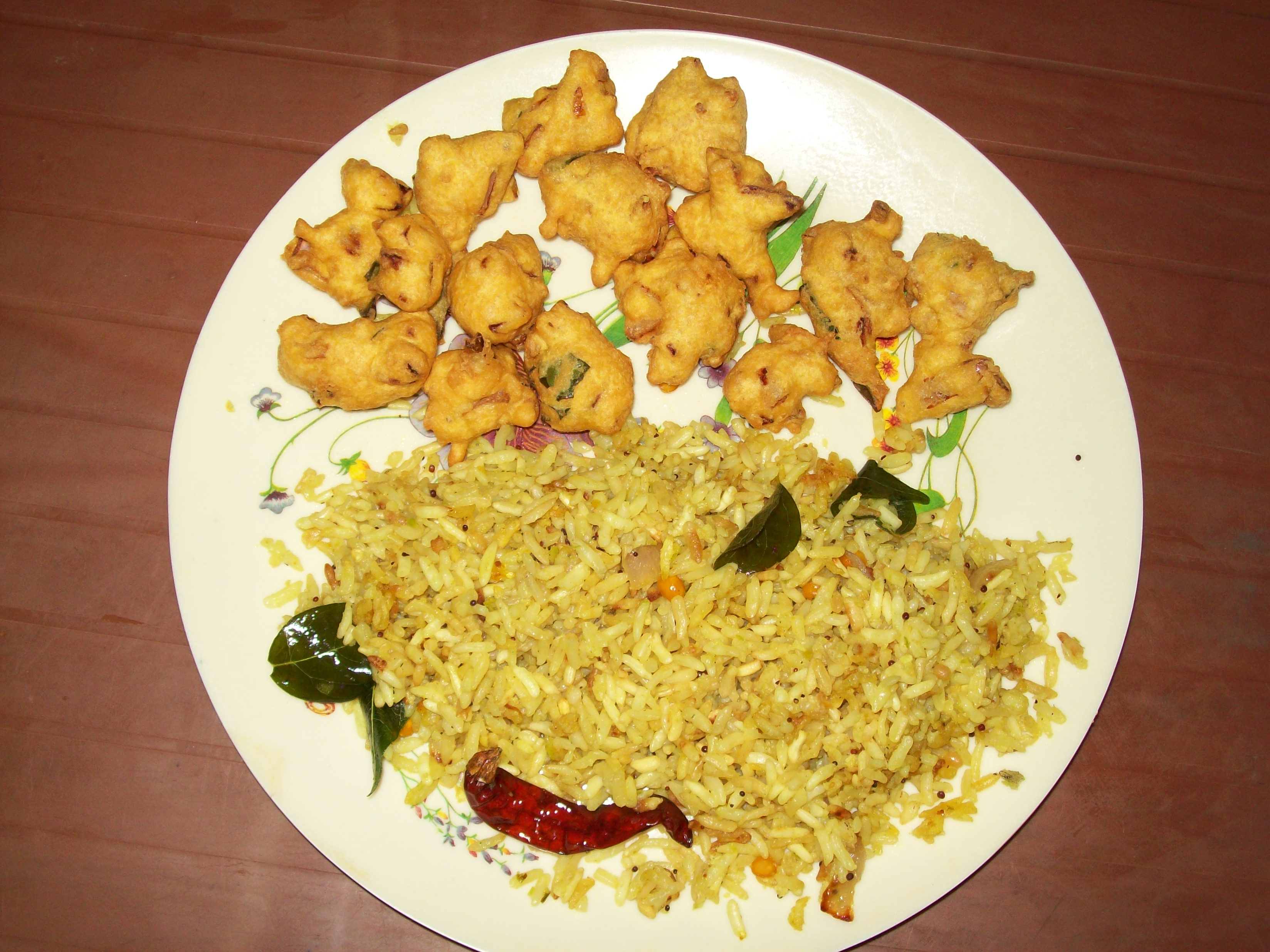
우가니 바지, 쌀과 프리터는 라얄라세마의 전형적인 아침 식사이다.

#### 동남아시아

##### 브루나이
브루나이에서 프리터는 cucur로 알려져 있으며 간식으로 먹는다. cucur는 또한 현지 길거리 음식의 일부이며 보통 길거리 시장 스타일의 음식 노점(현지에서는 gerai로 알려져 있다)에서 판매된다. 일반적으로 바나나, 새우, 마, 고구마 및 채소(보통 얇게 썬 양배추 또는 당근)로 만든 속재료로 만들어진다. 일부 현지 과일은 제철일 때 cucur로도 만들어지며, 가장 흔한 것은 두리안, 빵나무(sukun), tibadak(Artocarpus integer) 및 tarap(Artocarpus odoratissimus)이다.

##### 인도네시아
인도네시아에서 프리터는 고렝안(인도네시아어: fritters, goreng "튀기다"에서 유래) 범주에 속하며, 다양한 종류가 인도네시아 전역의 이동식 카트나 노점상에서 판매된다. 바나나(피상 고렝), 템페 mendoan, tahu goreng (튀긴 두부), 온촘, 고구마, 카사바 덩어리, 카사바 타파이, 시렝(타피오카 프리터), bakwan (다진 채소를 넣은 밀가루), 타후 이시(속을 채운 두부), 빵나무 등 다양한 재료가 반죽되어 튀겨진다. 이들은 종종 신선한 새눈고추와 함께 먹는다. bakwan으로 알려진 종류는 보통 당근과 양배추와 같은 다진 채소를 밀가루와 함께 포함하며, 페르케델이라는 튀긴 패티는 일반적으로 으깬 감자나 갈은 옥수수(페르케델 자궁 또는 바크완 자궁)로 구성된다.

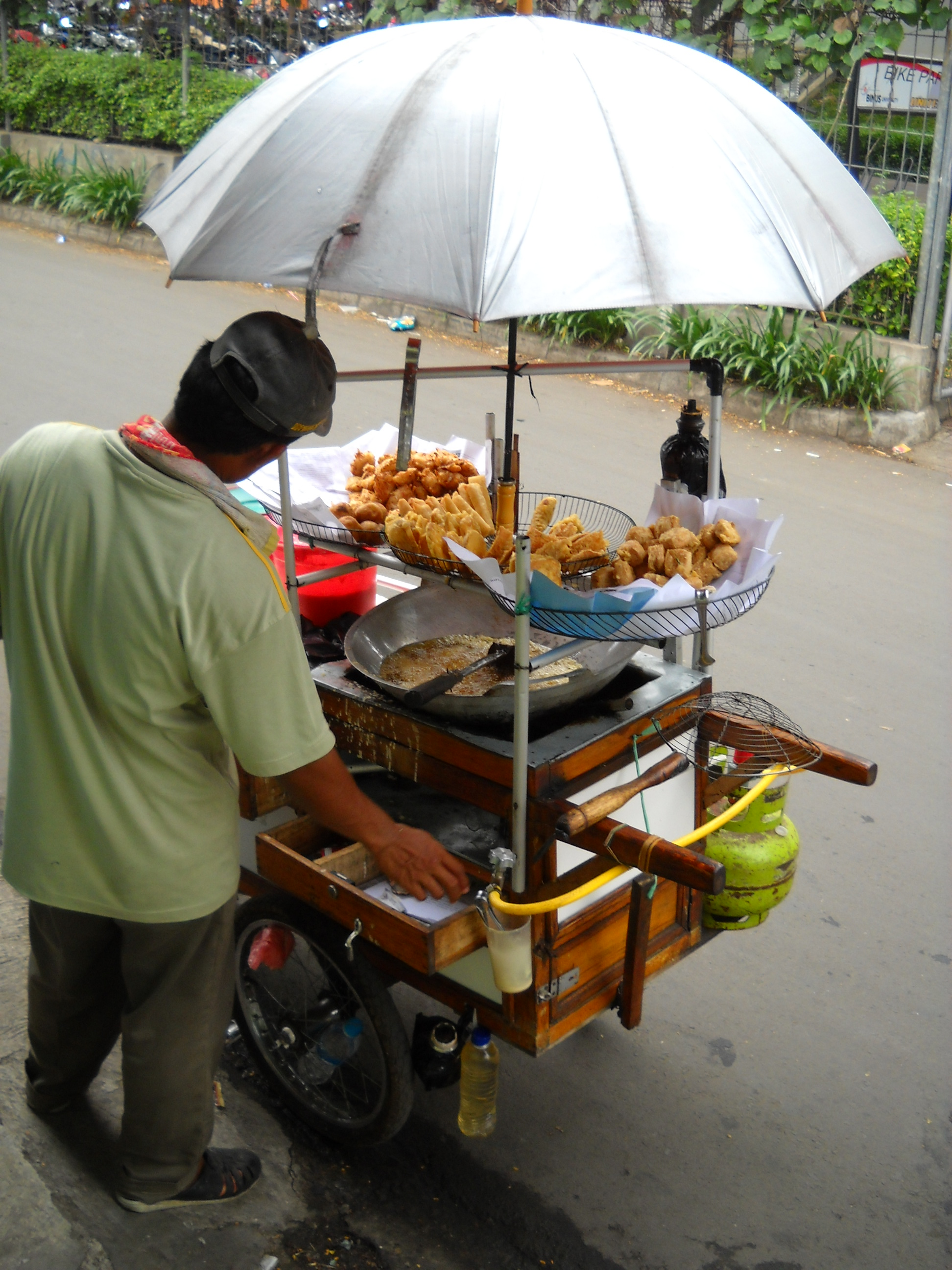
고렝안, 다양한 프리터를 파는 인도네시아 노점상
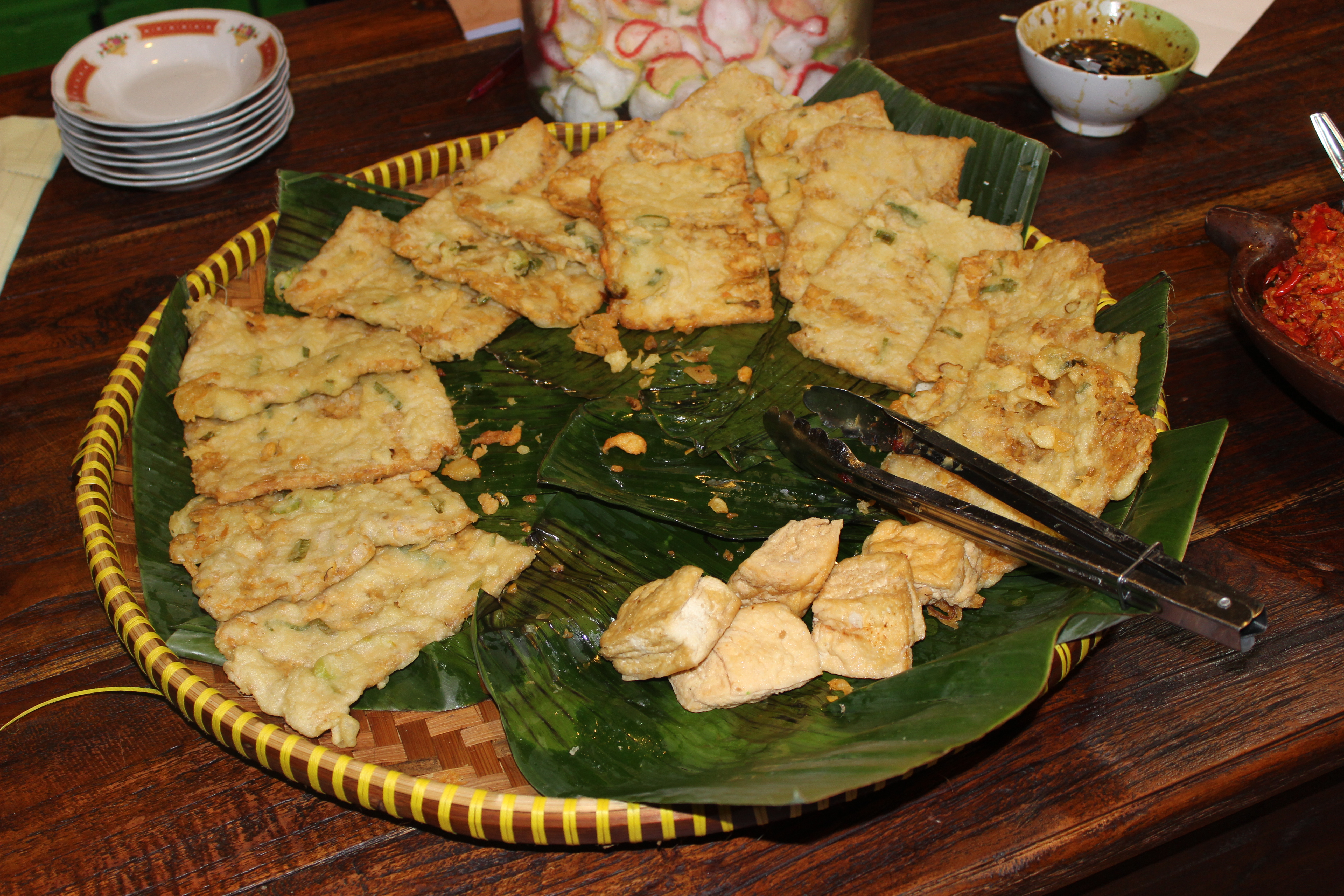
인도네시아 템페 mendoan 및 두부 프리터
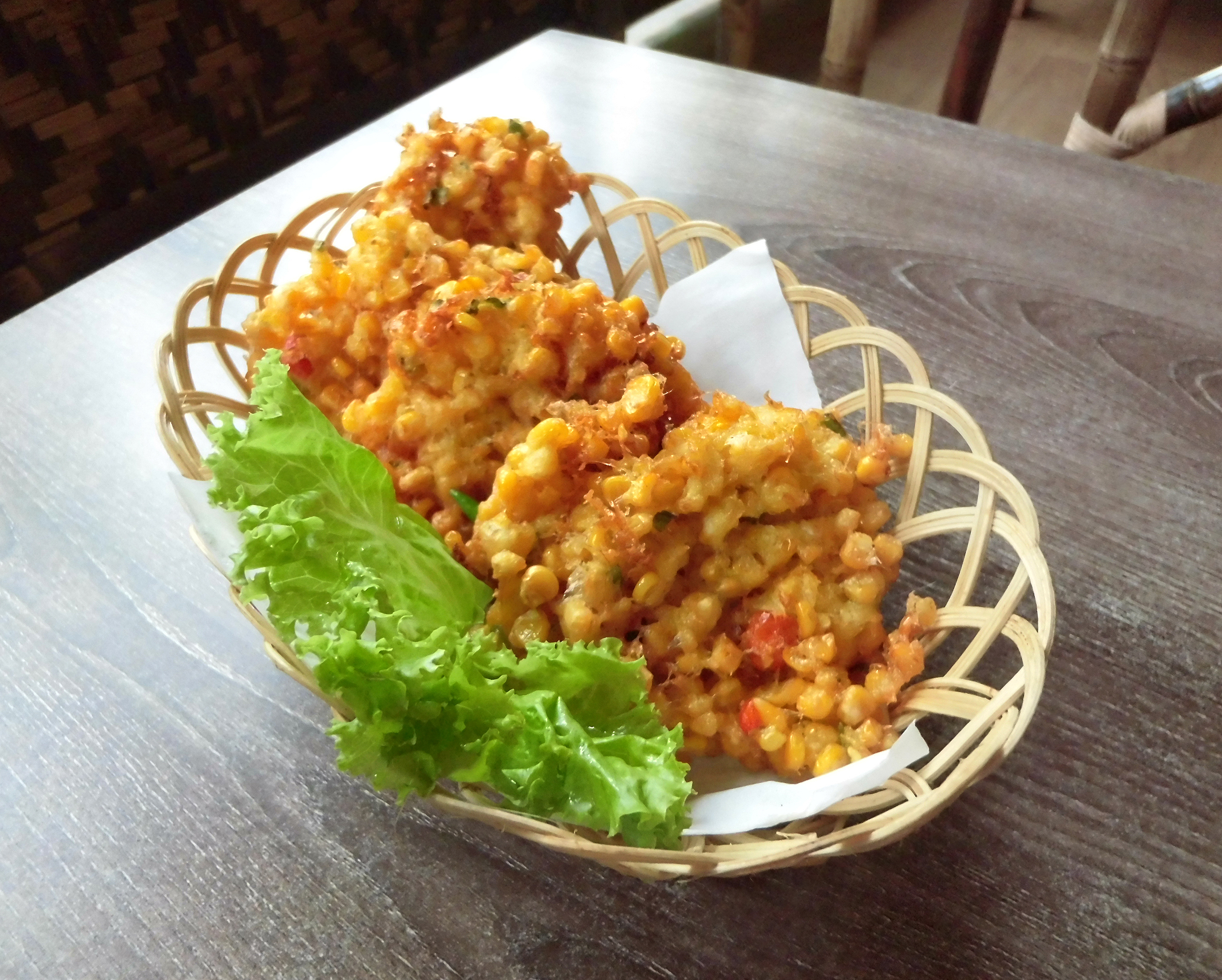
바크완 자궁, 인도네시아 옥수수 프리터
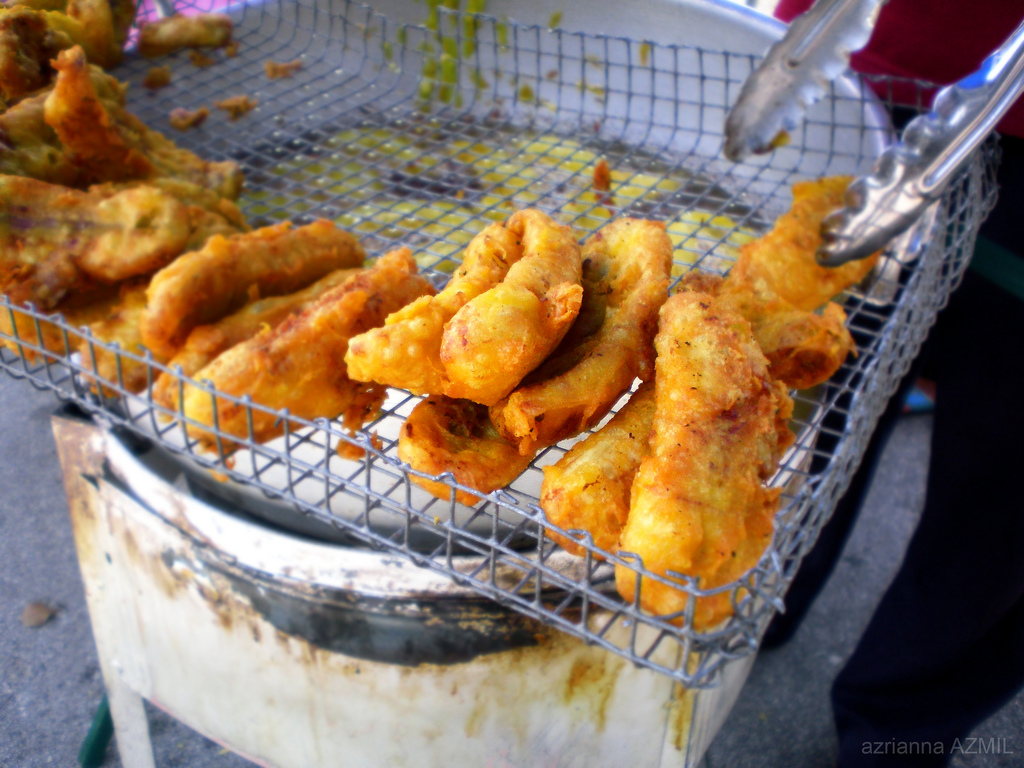
피상 고렝, 인도네시아 바나나 프리터를 파는 프리터 상인

##### 말레이시아
말레이시아에서는 "쿠쿠르"라고 불리는 프리터 종류 (마, 고구마 및 바나나 등)를 길가에서 큰 웍에 튀겨 스낵으로 판매하는 것이 일반적이다.

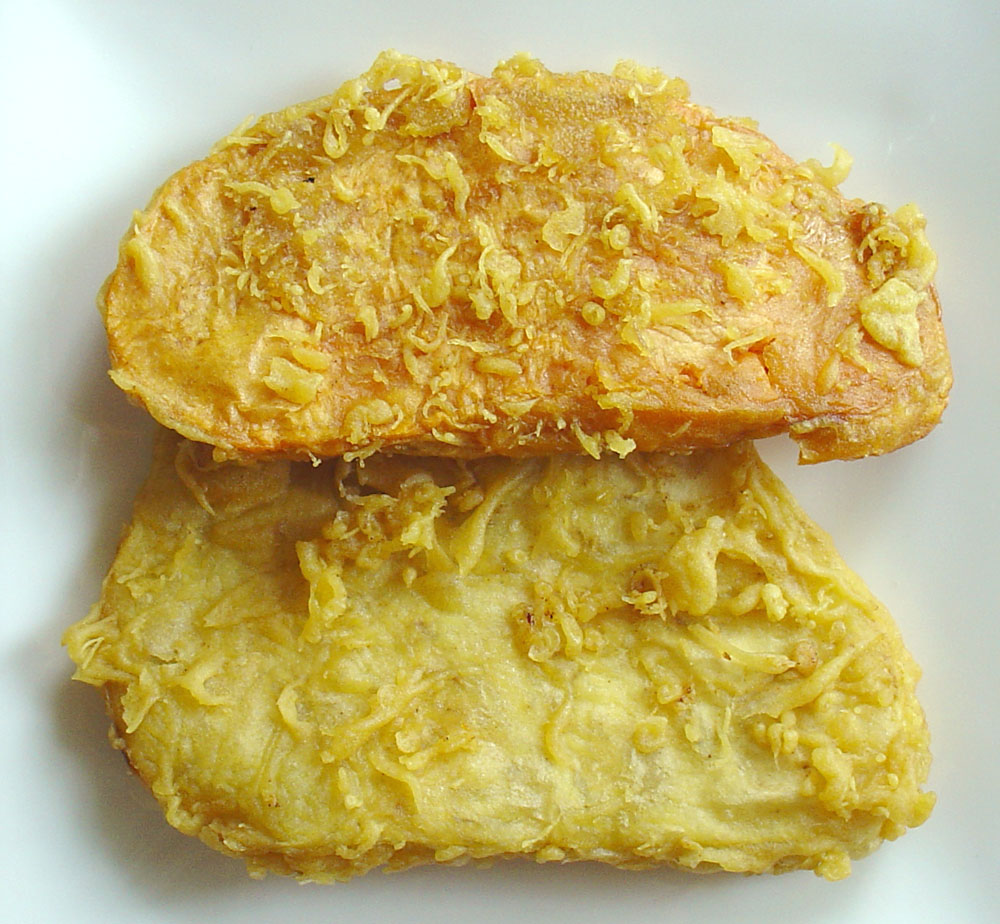
말레이시아 길거리 마와 고구마 프리터

##### 미얀마
미얀마 요리에서는 프리터를 아-짜우(버마어: အကြော်)라고 부르며, 여러 종류의 프리터는 아-짜우-손(버마어: အကြော်စုံ)이라고 부른다. 가장 인기 있는 아-짜우는 박류 프리터(부티 짜우)이다. 다진 양파, 병아리콩, 감자, 다양한 잎채소, 갈색 콩 페이스트, 버마두부, 차요테, 바나나, 크래클링이 다른 인기 있는 프리터 재료이다. 검은 콩은 카레 잎과 함께 페이스트로 만들어 바야짜우를 만드는데, 이는 팔라펠과 유사한 작은 프리터이다. 피상 고렝과는 달리, 미얀마 바나나 프리터는 설탕이나 꿀을 첨가하지 않고 과숙한 바나나로만 만든다.
짭짤한 프리터는 주로 아침 식사나 차와 함께 간식으로 먹는다. 박류, 병아리콩, 양파 프리터는 작게 썰어 미얀마의 국민 요리인 몬 힝가와 함께 먹는다. 이 프리터는 카오 히닌 바웅 쌀과 버마 녹색 소스인 친-사우-카 또는 아-친-얘와 함께 먹기도 한다. 프리터 노점상에 따라 소스는 식초, 물, 고수, 잘게 썬 토마토, 마늘, 양파로 희석한 칠리 소스로 만든다.

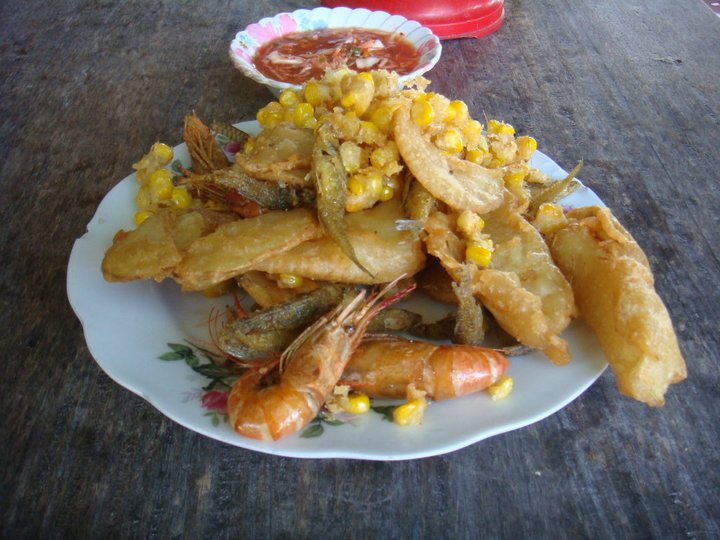
미얀마의 튀긴 간식

##### 필리핀
필리핀에서는 계란 프리터를 톡네넹(오리) 또는 켁켁(메추라기)이라고 부르며, 오징어 프리터는 칼라마레스라고 부른다. 이들과 함께 새우 프리터인 okoy와 바나나 프리터인 마루야도 이동식 카트나 길거리 노점상에서 판매된다.

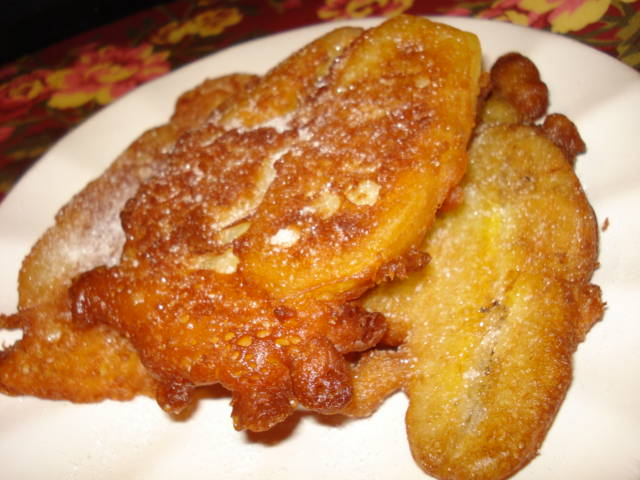
마루야 또는 쿰보, 바나나 프리터
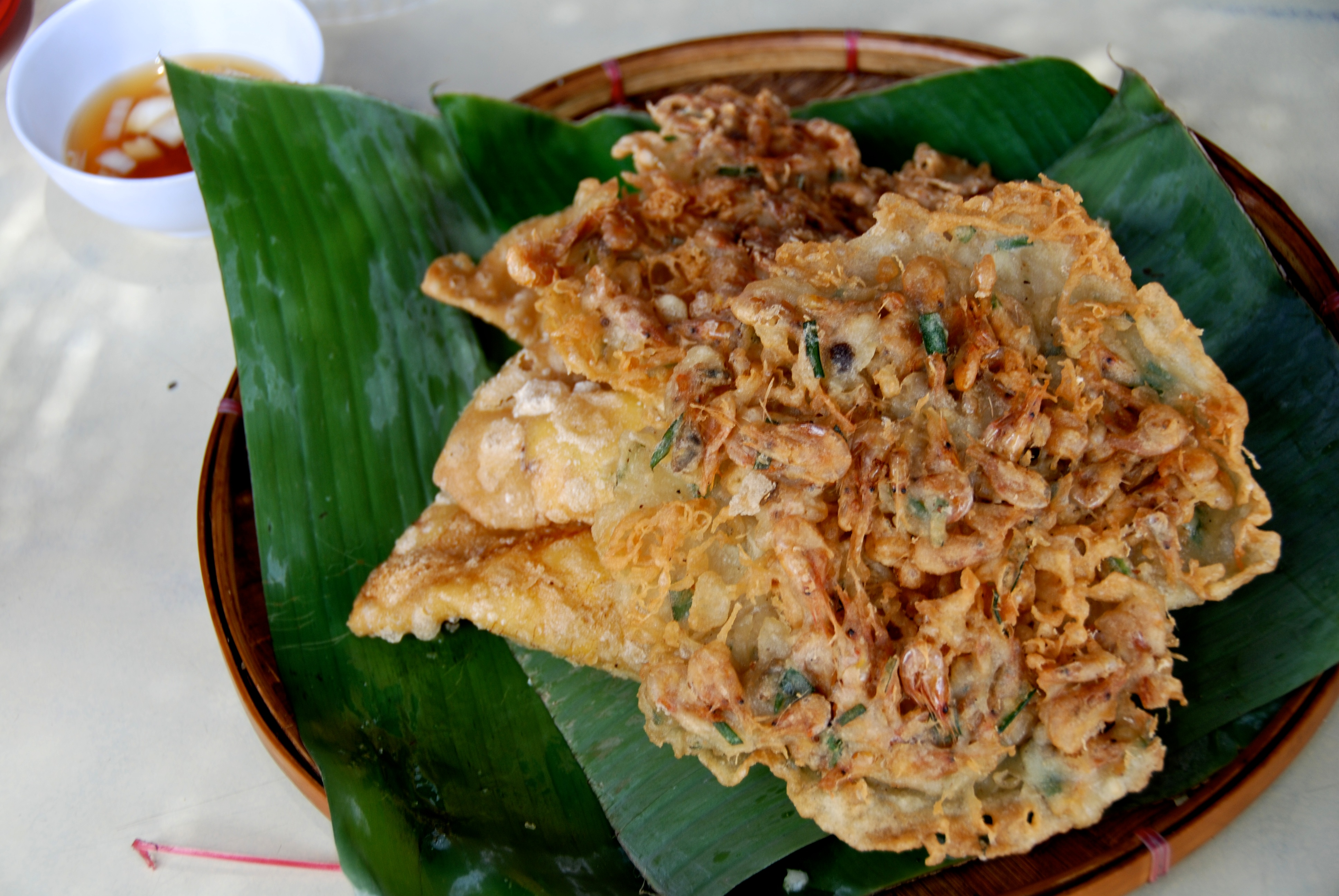
Okoy, 새우와 찹쌀가루 프리터
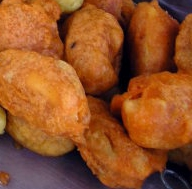
켁켁, 메추리알 프리터
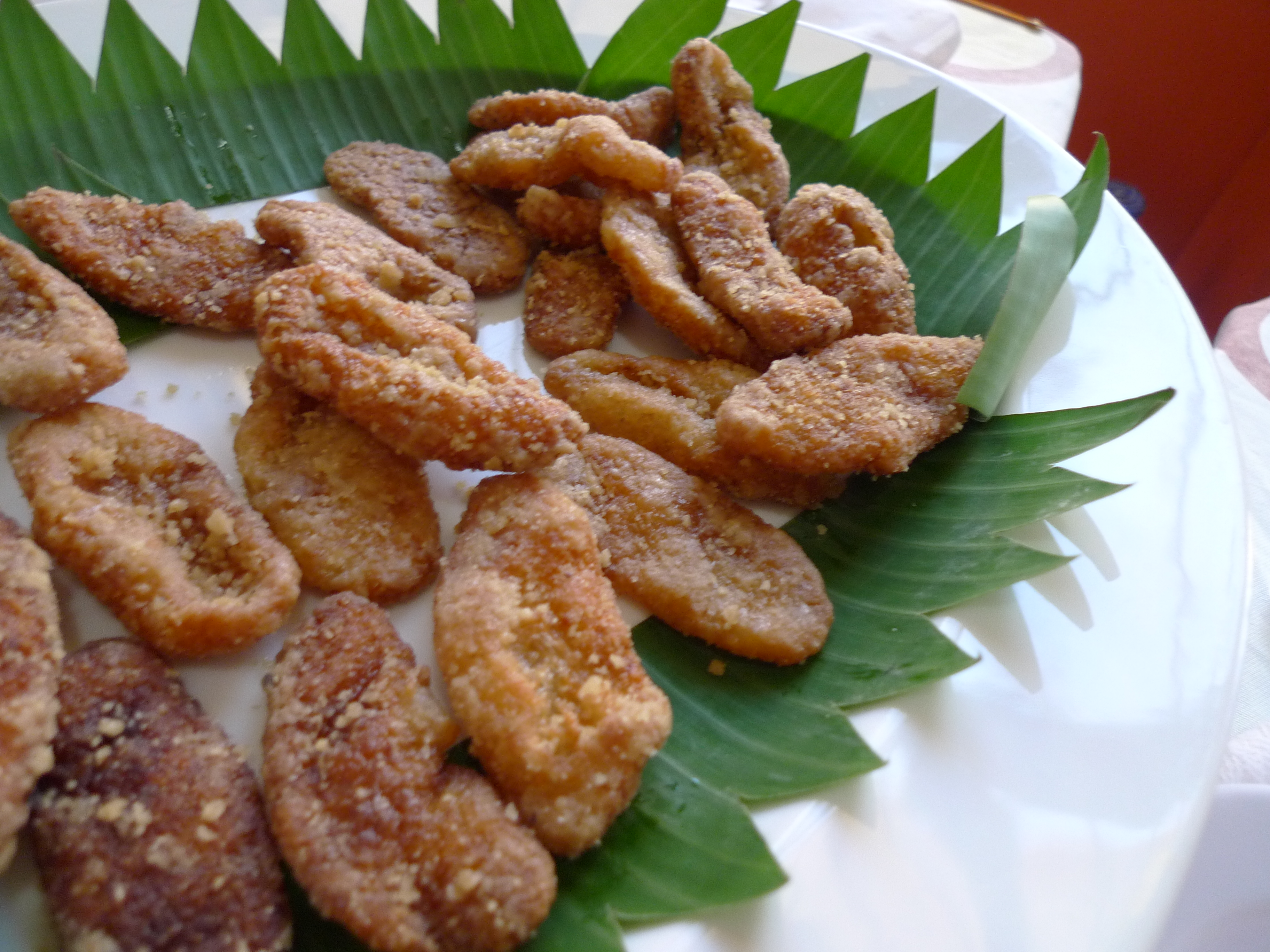
피나쿠푸, 설탕과 코코넛을 입힌 찹쌀가루 프리터

##### 태국

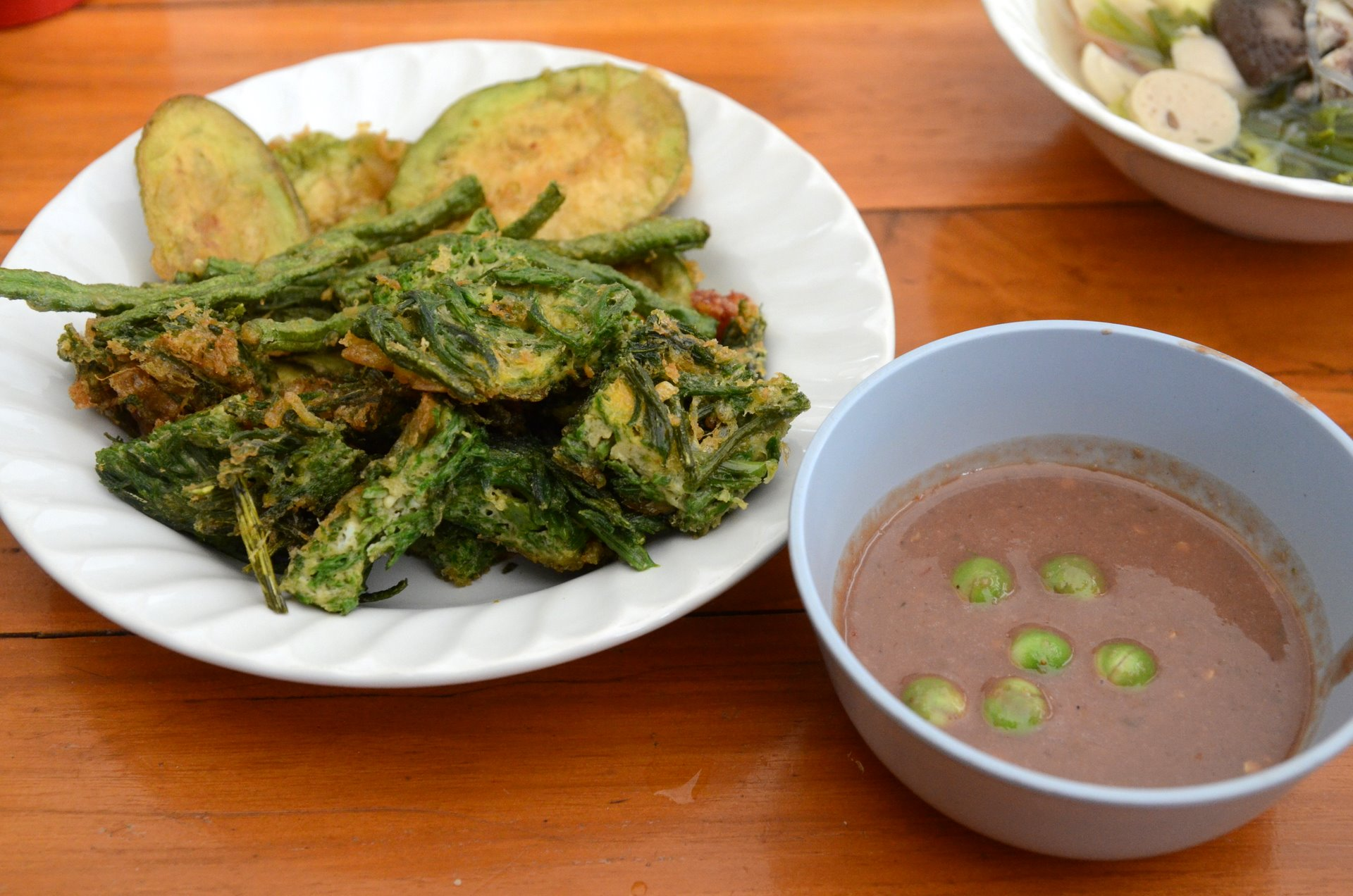
남 프릭 카피와 채소 프리터; 태국 요리의 흔한 요리

#### 동아시아

##### 중국
중국 전역에서 프리터는 길거리에서 판매된다. 돼지고기가 들어갈 수도 있지만, 일반적으로 채식주의자용이다.
- 중국 하이난성에서 프리터를 만드는 부부. 각 프리터에는 약간의 발효 콩, 다진 쪽파, 작은 돼지고기 큐브가 들어 있다. 이들은 5마오(자오)에 팔리며, 약 8 미국 센트에 해당한다.

##### 일본
일본 요리에서 타코야끼는 밀가루 반죽, 다진 문어, 생강, 덴푸라 부스러기로 만든 공 모양의 프리터이다. 덴푸라는 가볍고 바삭한 반죽에 채소나 해산물을 담갔다가 튀긴 것으로, 식사에 흔히 곁들여진다.

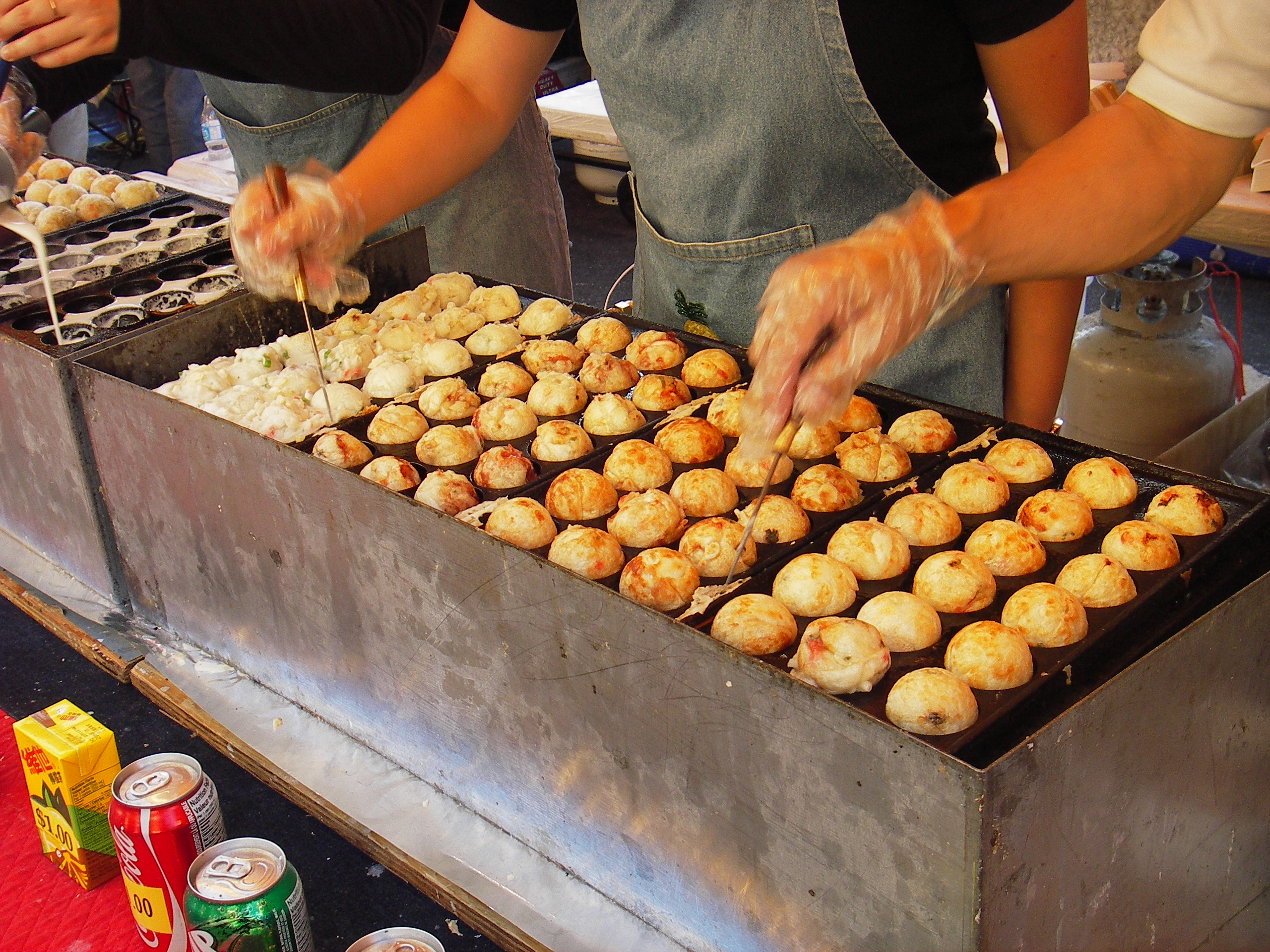
준비 중인 타코야끼
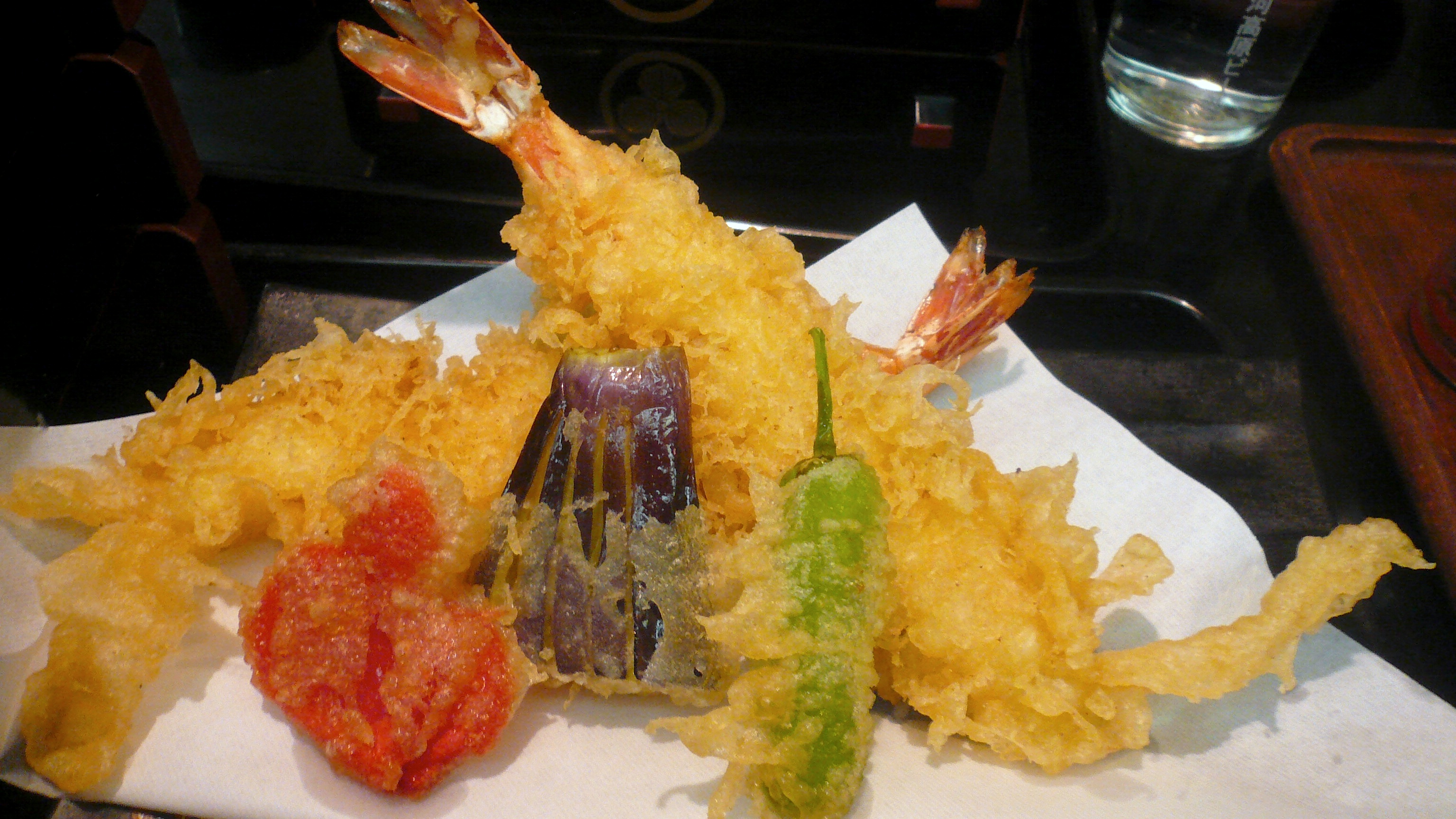
덴푸라

##### 한국
한국 요리에서 튀김 음식은 튀김(튀김)으로 알려져 있다. 튀김은 종종 반죽하고 빵가루를 입히지만, 빵가루가 없는 종류와 빵가루와 반죽물 모두 없는 종류도 있다. 인기 있는 튀김 요리로는 닭튀김 (프라이드치킨), 김말이튀김 (튀긴 김말이), 고구마튀김 (튀긴 고구마), 굴튀김 (튀긴 굴), 오징어튀김 (튀긴 오징어), 새우튀김 (튀긴 새우)이 있다.
한국 사찰 음식과 관련된 전통 채식 튀김으로는 튀각과 부각이 있다. 튀각은 다시마와 죽순 같은 채소로 만들며, 빵가루나 반죽물이 없다. 부각은 다시마, 깻잎, 고추 같은 채소로 만들며, 찹쌀 풀을 바르고 완전히 말린다.

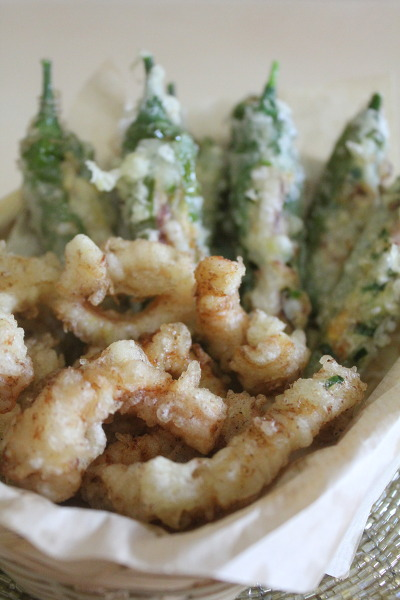
한국 오징어튀김(오징어 프리터)과 고추튀김(고추 프리터)
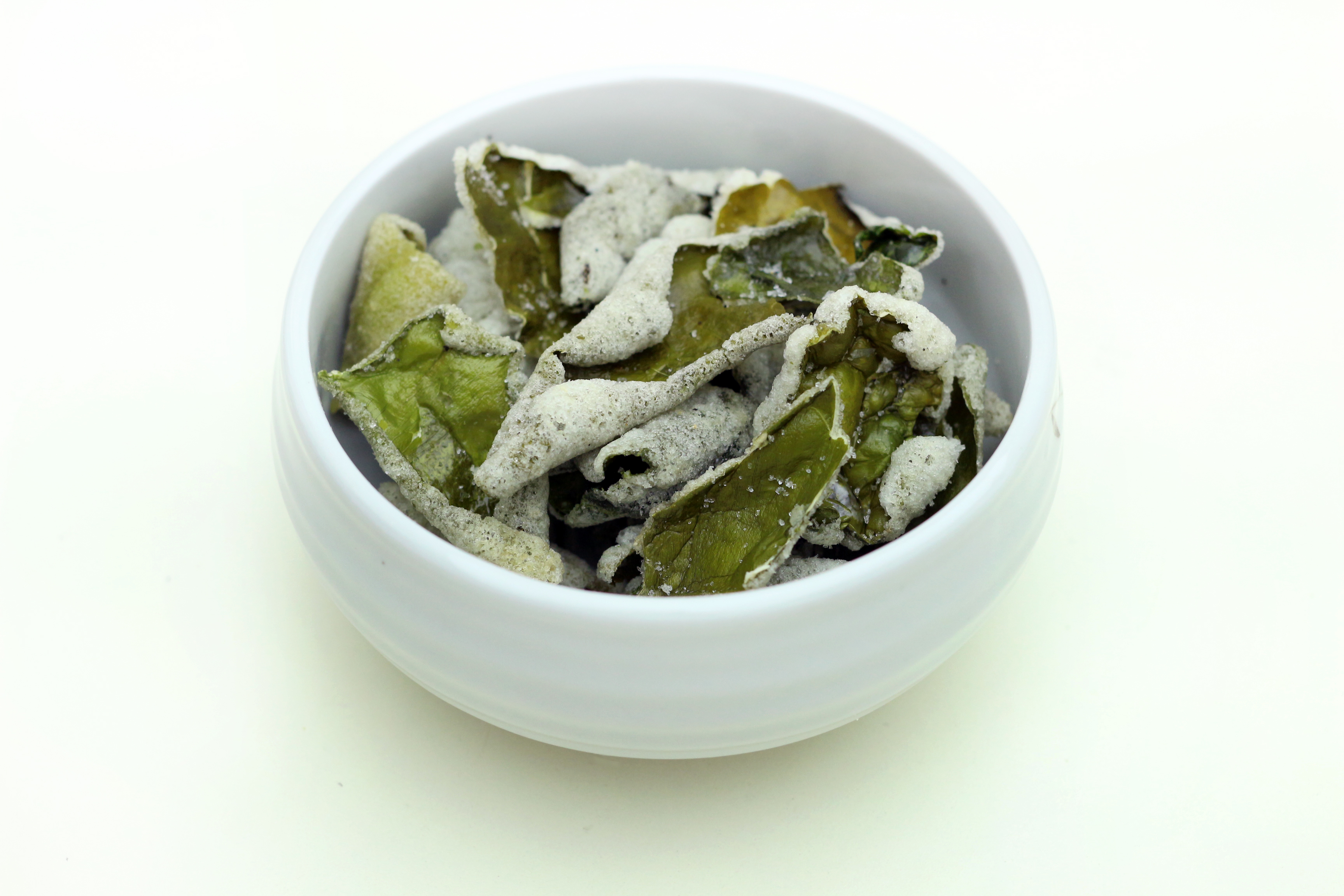
다시마-부각(다시마튀김)
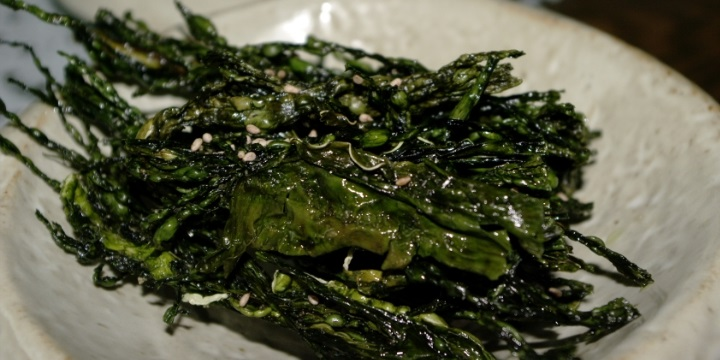
미역-튀각(미역튀김)
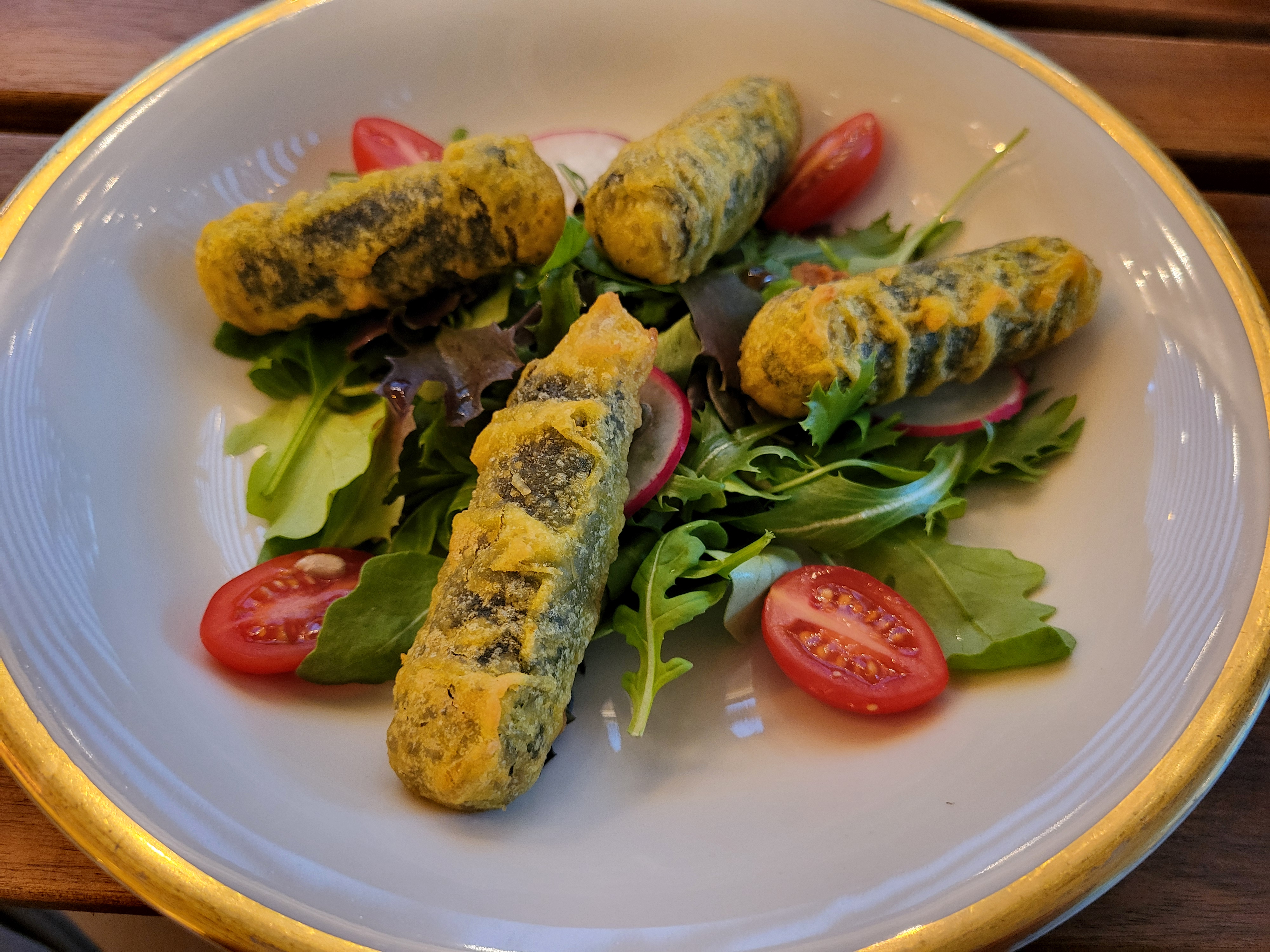
김말이튀김

#### 이란
이란의 변형은 쿠쿠라고 불리며, 감자나 허브를 넣은 것과 같이 다양한 버전이 있다. 이 종류의 프리터는 껍질 없는 키슈와 비슷하다.

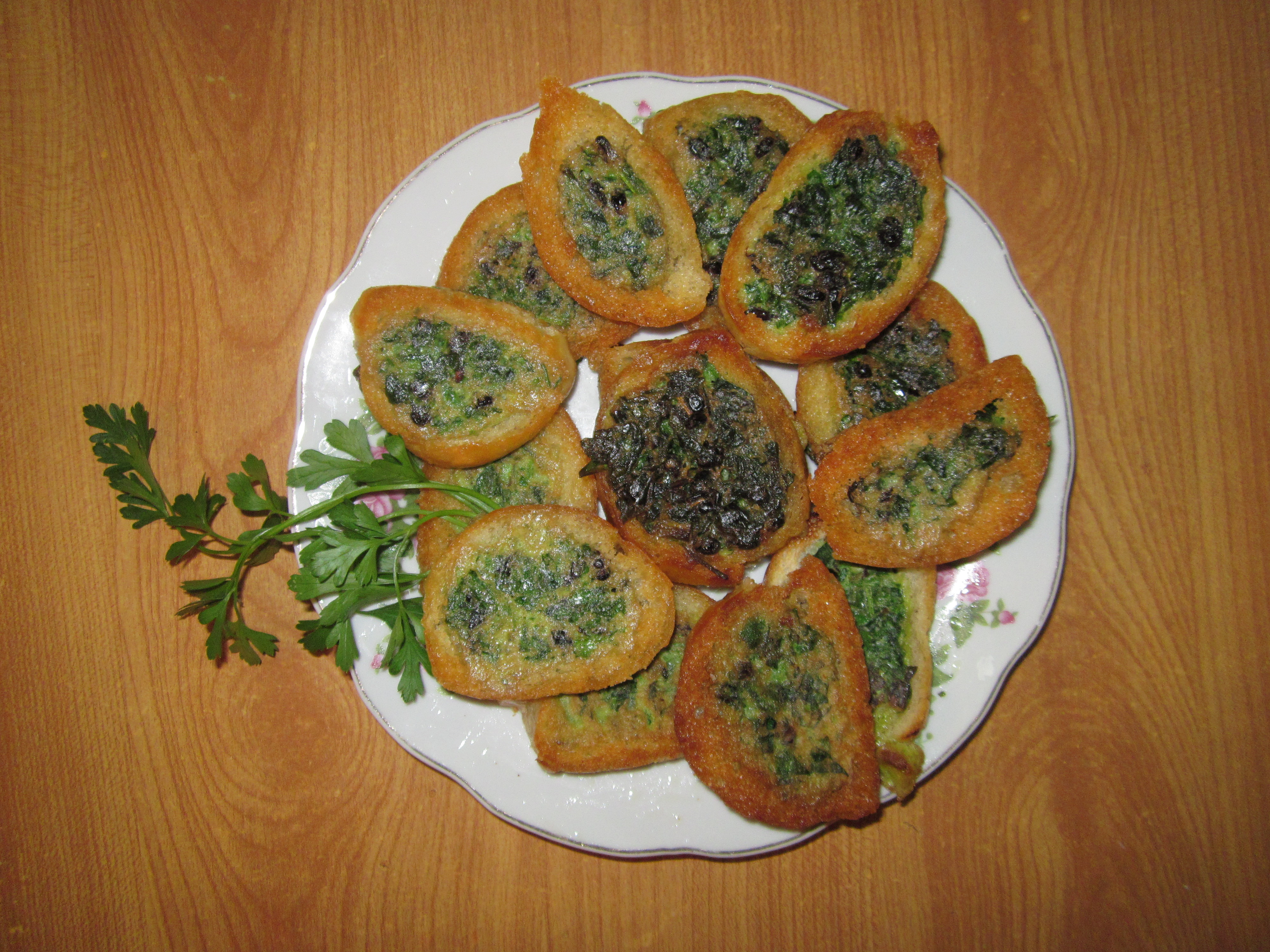
쿠쿠-삽지

### 뉴질랜드
화이트베이트 프리터는 뉴질랜드에서 인기가 많다.

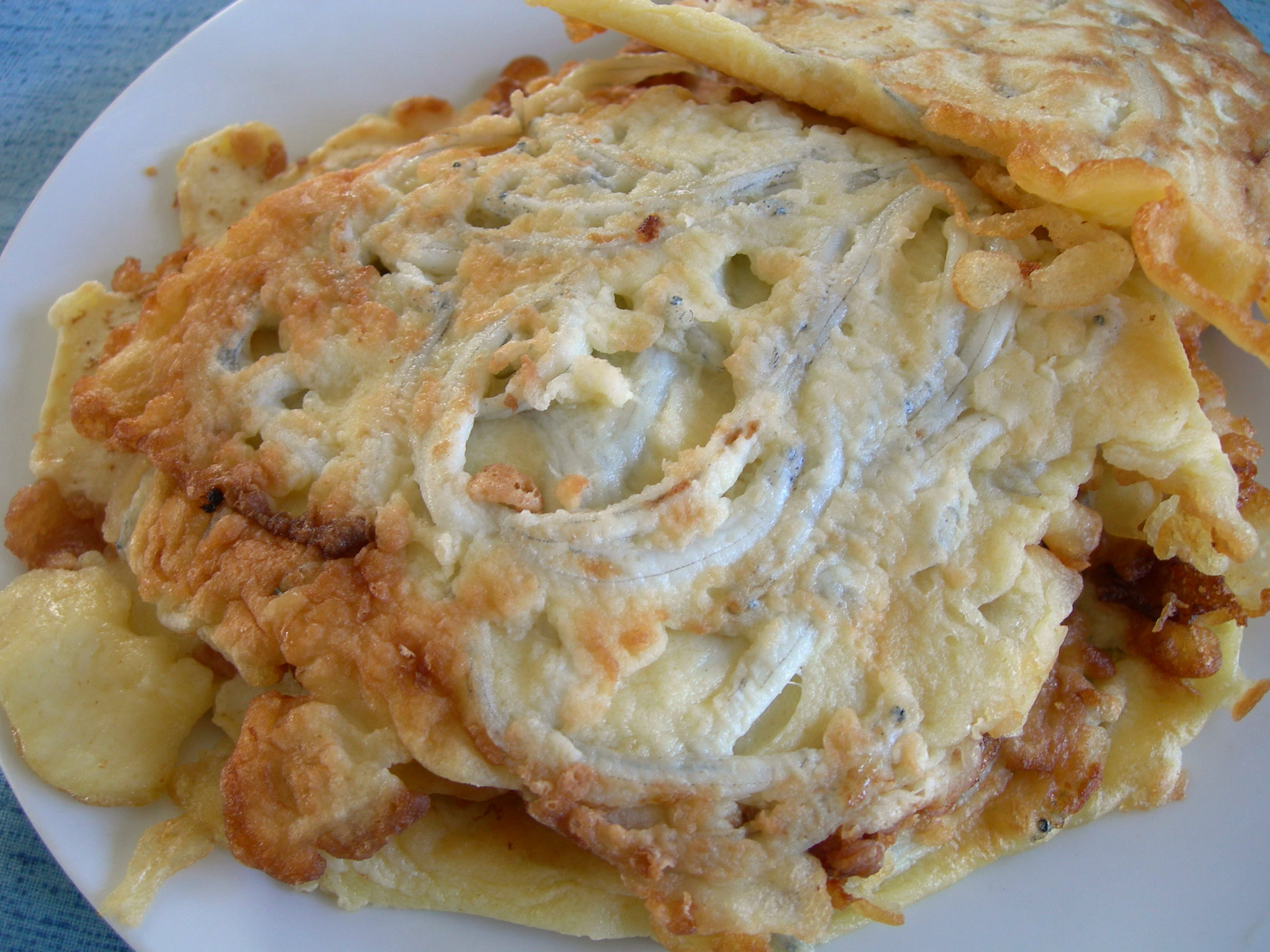
뉴질랜드 화이트베이트 프리터

### 유럽

#### 포르투갈
페이시뉴 다 오르타는 포르투갈 요리의 전통 요리이다. 이 요리의 이름은 "채소밭의 작은 물고기"로 직역되며, 작은 다채로운 생선 조각과 유사하다. 녹두, 피망, 호박 또는 다른 채소를 밀가루 반죽에 입혀 튀겨낸다. 16세기 포르투갈 선원들에 의해 일본에 소개되었으며, 그곳에서 결국 덴푸라로 발전했다.

#### 영국
영국의 피시 앤드 칩 가게에서는 생선과 감자튀김에 "프리터"를 곁들일 수 있는데, 이는 감자 조각, 파인애플 링, 사과 링 또는 덩어리, 또는 으깬 완두콩을 반죽에 튀긴 것을 의미한다. 따라서 "감자 프리터", "파인애플 프리터", "사과 프리터", "완두 프리터" 등이 있다. 집과 학교에서는 때때로 스팸과 콘드 비프와 같은 고기로도 프리터를 만든다.
프리터 롤 또는 롤 앤 프리터는 롤빵 안에 감자 프리터를 넣고 소금과 식초를 뿌려 먹는 것이다.

### 북아메리카

#### 캐나다와 미국
사과 프리터는 캐나다와 미국에서 인기 있는 튀긴 페이스트리이다. 사과 프리터의 초기 버전은 17세기부터 내려오는 원고인 마사 워싱턴의 요리책에 등장하며, 식민지 시대 미국 주방에서 흔했던 다양한 프리터 레시피를 포함한다. 사과 프리터 레시피는 일반적으로 밀가루, 설탕, 베이킹파우더, 소금, 우유, 계란, 약간의 기름으로 만든 반죽을 포함한다. 신선한 사과를 껍질을 벗기고 씨를 제거하고 다진 다음 반죽에 섞는다. 프리터는 식물성 기름에 튀겨지고, 황금빛이 나면 계피 설탕을 입혀 달콤하게 마무리한다. 캐나다에서 사과 프리터는 특히 인기가 많다. 캐나다의 주요 커피 및 도넛 체인인 팀홀튼은 사과 프리터가 2023년에 가장 많이 팔린 도넛이 되었다고 발표했다.

#### 카리브해
고둥 프리터는 바하마에서 흔히 준비된다.

#### 멕시코

멕시코 또르티타스 접시.

또르티타스는 멕시코 요리에서 유래한 멕시코의 황금빛 갈색 프리터이다. 한 가지 변형은 또르티타 데 파파(감자 프리터)이다. 이 요리는 삶은 감자 반죽을 기름에 튀긴 것이다. 또르티타스의 첫 번째 문서화된 레시피는 19세기 멕시코 요리책에서 찾을 수 있다.

## 같이 보기
- 아카라 – 튀긴 콩 케이크.
- 아란치니 – 이탈리아 간식.
- 베녜 – 튀긴 페이스트리.
- 보르초그 – 중앙아시아 및 중동 요리의 전통 튀긴 반죽.
- 부뉴엘로 – 튀긴 반죽 공.
- 바나나 프리터
- 카리마뇰라 – 부리토 모양의 유카 프리터에 남아메리카 미트 파이.
- 크랩 케이크 – 미국 게 요리.
- 크로켓 – 작고 빵가루를 입힌 튀긴 음식.
- 쿠치프리토 – 주로 돼지고기로 만든 다양한 튀긴 음식.
- 옥수수 프리터
- 어묵 – 튀긴 다진 해산물.
- 프라이드 도우
- 케붐
- 도넛 종류 목록
- 빵 요리 목록
- 튀긴 음식 목록
- 만다지 – 튀긴 빵.
- 뮤즈베르 – 터키식 프리터 또는 팬케이크, 강판에 간 주키니로 만든다.
- 폴루리 – 튀긴 향신료 반죽 공.
- 감자 부침 – 강판에 갈거나 다진 감자로 만든 얕게 튀긴 팬케이크.
- 바라 – 인도에서 온 짭짤한 튀긴 간식의 한 종류.
- 파코라 – 인도 아대륙에서 유래한 향신료 프리터.
- 잘라비야 – 서아시아와 인도 아대륙에서 흔한 튀긴 페이스트리.